# Compañía de Transportes del Estado de Bahía
La Compañía de Transportes del Estado de Bahía (CTB) es una empresa estatal del Estado de Bahía y está subordinada a la Secretaría de Desarrollo Urbano (SEDUR). El servicio de transportes de pasajeros sobre railes de competencia estatal es el objetivo principal de la CTB.

## Historia
La CTB surgió como Compañía de Transporte de Salvador (CTS) en el año 2000, para implantar y operar el metro de Salvador. En 2005, el Sistema de Trenes Urbanos de Salvador (tramo ferroviario entre las estaciones de Calçada y Paripe) fue transferido a la Prefectura de Salvador.
La CTS, por la ley ordinaria municipal nº 8411 y por la ley ordinaria estatal nº 12808 del 25 de abril de 2013, fue transferida en 2013 del control municipal al gobierno estatal.
Carlos Martins, exsecretario estatal de Hacienda, asumió la presidencia de la nueva compañía el 27 de mayo de 2013.
La Ley Estatal  de Bahía 12911 de 11 de octubre de 2013 integró la CTB a la estructura administrativa gubernamental estatal y rebautizó a la empresa pública con el actual nombre.